# Кемпа-Хотецька
Кемпа-Хотецька (пол. Kępa Chotecka) — село в Польщі, у гміні Вількув Опольського повіту Люблінського воєводства.
Населення — 232 особи (2011).

## Демографія
Демографічна структура станом на 31 березня 2011 року:
|          | Загалом | Допрацездатний вік | Працездатний вік | Постпрацездатний вік |
| -------- | ------- | ------------------ | ---------------- | -------------------- |
| Чоловіки | 115     | 21                 | 82               | 12                   |
| Жінки    | 117     | 24                 | 62               | 31                   |
| Разом    | 232     | 45                 | 144              | 43                   |